# Avec le temps
«Avec le temps» (en castellano: «Con el tiempo») es una canción en lengua francesa de Léo Ferré escrita y compuesta en 1969 y grabada en octubre de 1970.

## Descripción y versiones
En principio, tenía que formar parte del volumen núm. 2 del disco Amour-Anarchie, pero se acabó editando en un disco sencillo de 45 r. p. m. Debido a su inmediato éxito, volvió a aparecer en 1972 en una compilación del cantante bajo el título Avec le temps. Les Chansons d'amour. Ese mismo año, él mismo hizo una versión en italiano (Col tempo) que incluyó en el disco La Solitudine.
Esta emblemática canción de Ferré sobre el amor huido y el efecto que produce el paso del tiempo ha sido interpretada por un gran número de cantantes, entre ellos: Mari Trini (1996), Alain Bashung, Belinda Carlisle, Catherine Ribeiro, Catherine Sauvage, Cora Vaucaire, Dalida, Elina Duni, Francesca Solleville, Henri Salvador, Jane Birkin, Josette Kalifa, Juliette Gréco, Marc Ogeret, Michel Hermon, Michel Jonasz, Patricia Kaas, Philippe Léotard, Renée Claude, Thierry Amiel, Isabelle Boulay, Anne Sofie Von Otter, entre otros.
La versión en italiano Col tempo ha sido interpretada por Patty Pravo (1972) y por Gino Paoli (1972). La versión en español Con el tiempo la han interpretado Montse Cortés (2001) y Amancio Prada (2008). En catalán escrita e interpretada por Xavier Ribalta en 2001, con el título Amb el temps; por Dyango en 2004 como És amb el temps y por Marina Rossell como El temps se'n va en adaptación de Josep Tero, para su disco 300 crits (2021).